# 叙雪
叙雪（法語：Succieu，法語發音：[sysjø]）是法国伊泽尔省的一个市镇，属于拉图尔迪潘区。

## 地理
叙雪（45°31'40"N, 5°20'20"E）面积8.35 平方千米，位于法国奥弗涅-罗讷-阿尔卑斯大区伊泽尔省，该省份为法国东南部内陆省份，北起顺时针与安省、萨瓦省、上阿尔卑斯省、德龙省、阿尔代什省、卢瓦尔省和罗讷省。
与叙雪接壤的市镇（或旧市镇、城区）包括：比奥勒、沙托维兰、莱塞帕尔、圣维克托德塞雪、塞雷赞德拉图尔、托尔舍弗隆。

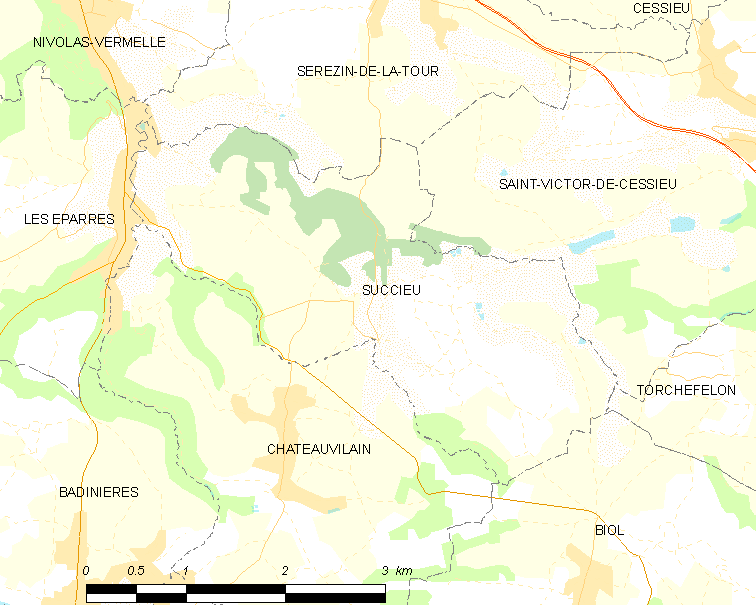
叙雪的OSM定位图

叙雪的时区为UTC+01:00、UTC+02:00（夏令时）。

## 行政
叙雪的邮政编码为38300，INSEE市镇编码为38498。

## 政治
叙雪所属的省级选区为布尔关雅略县。

## 人口

1962-2008年间叙雪人口变化图示

叙雪于2022年1月1日时的人口数量为774人。